# برونی (نام خانوادگی)
نام خانوادگی برونی می‌تواند به موارد زیر اشاره داشته‌باشد:
- آنتونیو بارتولومئو برونی، آهنگساز، رهبر ارکستر و نوازندهٔ ویلون اهل ایتالیا
- کارلا برونی، خواننده، آهنگساز، مدل ایتالیایی
- رومولو برونی، دوچرخه‌سوار اهل ایتالیا
- دینو برونی، دوچرخه‌سوار اهل ایتالیا
- لوییک برونی، دوچرخه‌سوار اهل فرانسه